# Peugeot 104

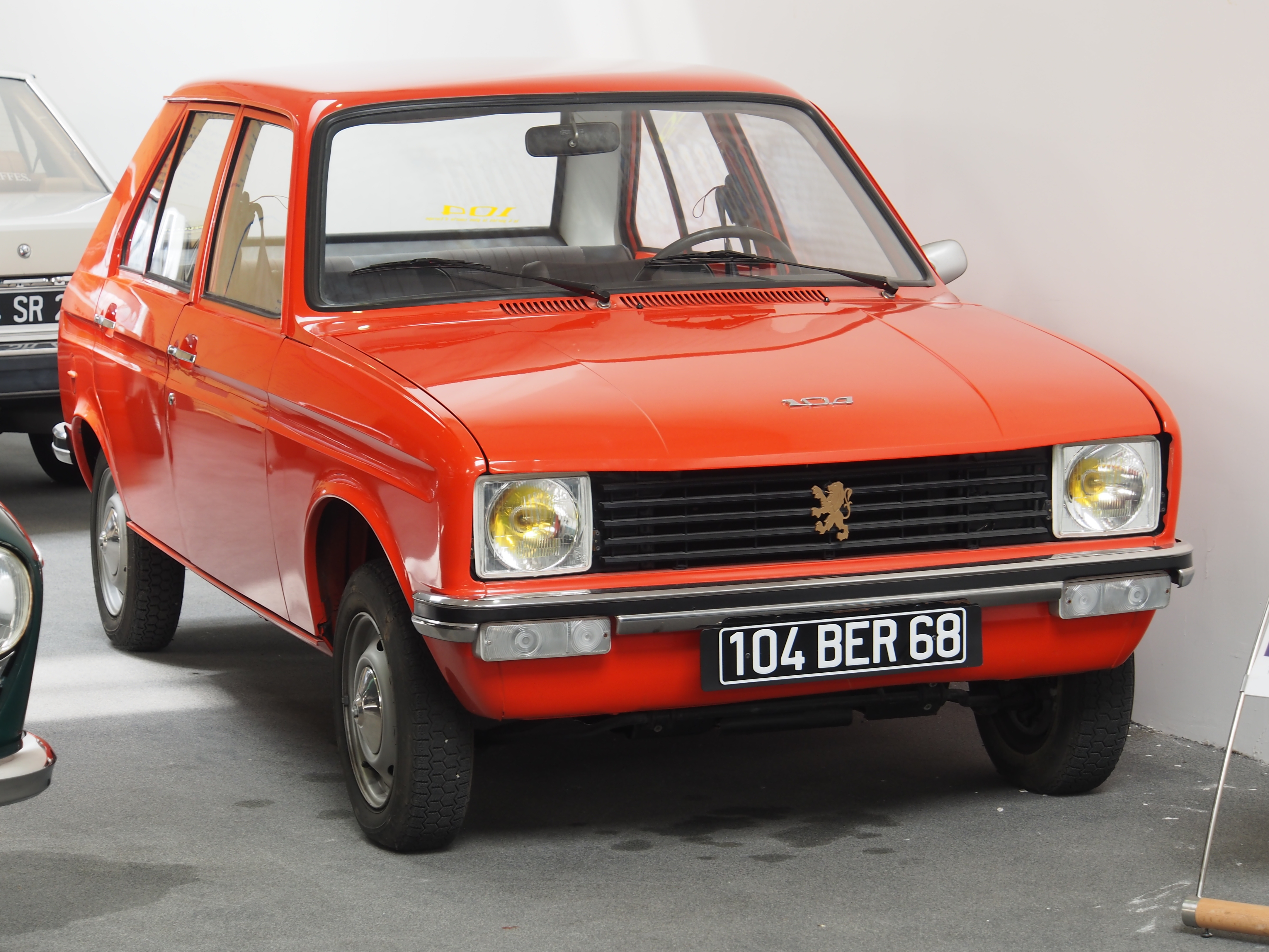
Peugeot 104 (1972-1978)

Peugeot 104 («Пежо 104») — автомобіль класу суперміні, розроблений Паоло Мартіном і випускався французькою компанією Peugeot в 1972-1988 роках.
Незважаючи на те що формально це був седан, зовнішній вигляд за рахунок похилої задньої частини швидше викликав асоціації з хетчбеком. Автомобіль оснащувався літровим двигуном спільної розробки з компанією Renault. У 1974 році була показана і тридверна версія. 
У 1976 році замість седана стали випускати повноцінний п'ятидверний хетчбек, якому був доступний також більш потужний двигун об'ємом 1,1 л. У 1978 році все сімейство зазнало плановий рестайлінг, в ході якого всім версіям підправили оптику, яка відтепер стала прямокутної а не квадратної форми. У 1982 році сталося ще одне оновлення, а в гамі моторів з'явився 80-сильний 1.4 л. У такому вигляді автомобіль простояв на конвеєрі до 1988 року.
Всього виготовлено 1 624 992 екземплярів Peugeot 104.

## Двигуни
- 954 см3 XV I4
- 1,124 см3 XW I4
- 1,219 см3 XZ I4
- 1,360 см3 XY I4